# Експедиція на дирижаблі «Італія»

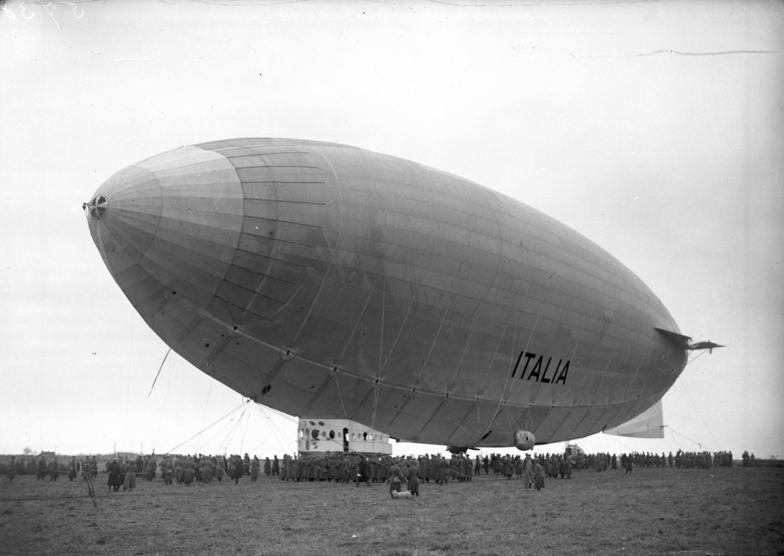
Дирижабль «Італія»

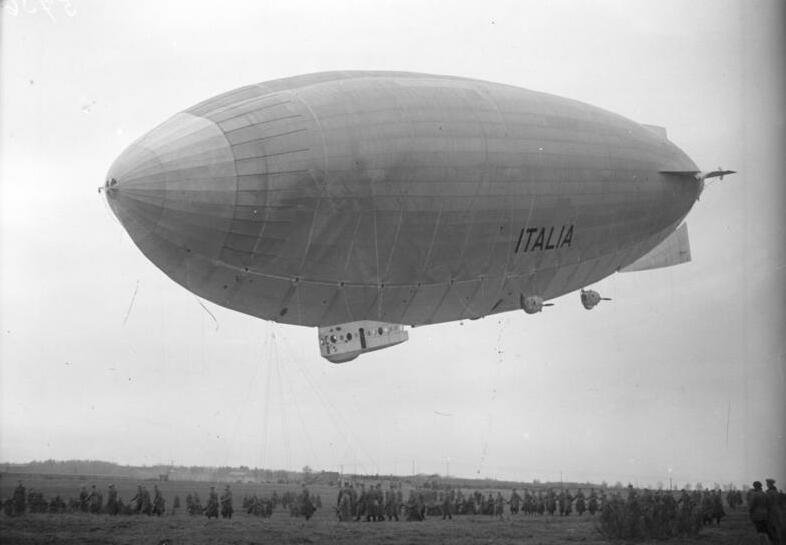
Дирижабль «Італія»

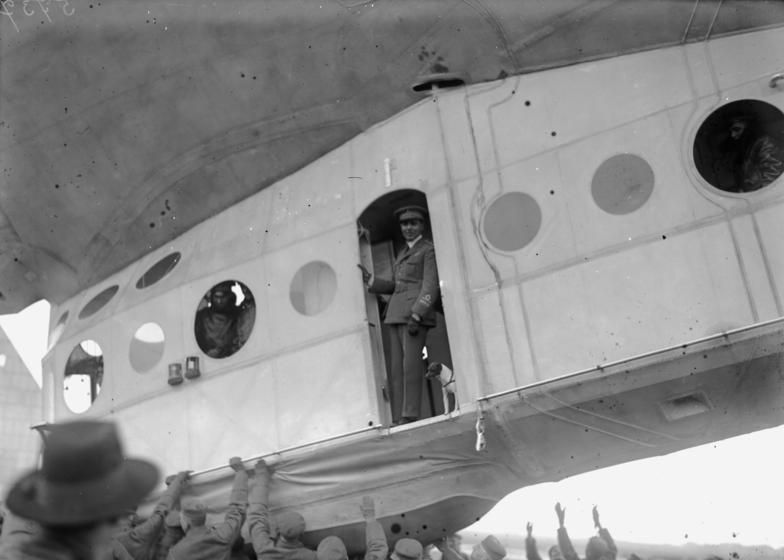

Арктична експедиція на дирижаблі «Італія» (італ. Italia) — експедиція до Північного полюса 1928 року під керівництвом італійського дослідника Умберто Нобіле. Дирижабль з екіпажем із 16 чоловік вилетів із Ню-Олесунна на Шпіцбергені 23 травня, пролетів над Північним полюсом, але на зворотному шляху зазнав катастрофи. Під час аварії частина екіпажу загинула, а ті, що вижили, близько місяця провели на льоду в таборі, відомому під назвою «Червоний намет». Для порятунку вцілілих у різних країнах було організовано кілька експедицій. Останніх членів експедиції Нобіле 12 липня забрав радянський криголам «Красін».

## Експедиція
19 березня 1928 року з міста Спеція вийшов пароплав «Чітта ді Мілано» (італ. Citta di Milano, Місто Мілан), завданням якого було забезпечувати радіозв'язок з «Італією». Пунктом призначення судна була бухта Конгсфіорд поруч із поселенням Ню-Олесунн на Шпіцбергені, яка часто використовувалася як база для полярних експедицій. Вона ж повинна була бути базою для «Італії».

Умберто Нобіле і Фінн Мальмгрен на борту дирижабля «Італія» над Баренцевим морем, 5 травня 1928

31 березня, за кілька днів до відльоту з Італії, екіпаж «Італії» отримав аудієнцію папи римського Пія XI, який передав Нобіле великий дерев'яний хрест, освячений їм особисто, щоб установити його на полюсі. 15 квітня дирижабль вилетів із Мілана. Як під час перельоту, так і надалі «Італію» супроводжували дуже погані метеорологічні умови. Нобіле отримав інформацію про погіршення погоди від радянських метеорологів, коли дирижабль уже покинув Італію, і тому переносити терміни експедиції було вже пізно. Через шторм дирижабль був сильно пошарпаний, тому 16 квітня Нобіле здійснив проміжну зупинку в Штольпе в Німеччині. Після 10 днів ремонтних робіт дирижабль був знову готовий до польоту, але через затримку «Чітта ді Мілано» він вилетів тільки 3 травня. Коли «Італія» пролітала над Стокгольмом, її підвели до будинку Мальмгрена, щоб скинути листа для його матері. Ще один шторм обрушився на дирижабль під час ночівлі в Фінляндії, але зрештою 8 травня він прибув до Конгсфіорда.
Під час вильотів на дирижаблі перебувало шістнадцять осіб: радист Педретті залишався на «Чітта ді Мілано», а двоє журналістів супроводжували дирижабль по черзі. Перший політ на північний схід від Землі Франца-Йосифа був зірваний через негоду (дирижабль був змушений повернутися через сім годин). Другий виліт тривав шістдесят дев'ять годин і був набагато вдалішим, але досягти західної частини Північної Землі, як планувалося, не вийшло. У третій раз «Італія» вилетіла рано вранці 23 травня в напрямку Північного полюса, якого дирижабль досяг приблизно опівночі. З дирижабля були скинуті хрест і прапор Італії, після чого «Італія» повернула назад.
Зворотний шлях проходив в умовах сильного зустрічного вітру і сильного обмерзання. Вітер заважав руху до Конгсфіорду, тому Нобіле пропонував рухатися в бік Канади, але Мальмгрен був упевнений, що вітер незабаром зміниться. У результаті було ухвалено рішення зберегти курс на Конгсфіорд.
Дирижабль мав рухатися строго по меридіану, але через сильний південно-західний вітер він відхилився від курсу, про що екіпаж не знав. Нобіле був змушений запустити третій мотор; це ненабагато збільшило швидкість дирижабля, одночасно сильно збільшивши витрату бензину. О третій годині ночі 25 травня заклинило кермо висоти, дирижабль отримав диферент на ніс і почав небезпечно знижуватися. Щоб уникнути падіння, було ухвалено рішення зупинили всі двигуни і стравити частину газу з кормового відсіку. Поломку вдалося усунути, і політ продовжився то на трьох, то на двох двигунах із маневрами по висоті. Вранці 25 травня екіпажу вдалося налагодити радіозв'язок з «Чітта ді Мілано» і приблизно визначити місце знаходження «Італії». Останній сеанс радіозв'язку відбувся о 10:27.

## Катастрофа
25 травня приблизно о 10:30 ранку дирижабль, що летів на висоті 200–300 метрів, різко обважнів і почав знижуватися зі швидкістю приблизно півметра на секунду і диферентом на корму близько 8 градусів. Для отримання додаткової динамічної підйомної сили збільшили оберти двох двигунів, що працювали, і запустили третій, але швидкість зниження навіть зросла. Повітроплавці спробували скинути баласт, але зробити це не вдалося. Коли зіткнення стало неминучим, усі три двигуни, щоб звести до мінімуму ризик водневої пожежі та зменшити швидкість польоту, були зупинені.
Приблизно в 10:33 дирижабль ударився об лід кормовою моторною гондолою, а потім, коли мотогондола відірвалася і корма дирижабля піднялася, — гондолою управління. Близько 50 метрів її тягло по снігу, доки не відірвало від повітряного корабля. Некерований дирижабль, у якому знаходилися шість чоловік (Алессандріні, Понтремоллі, Ардуіно, Чокка, Каратті і Лаго — так звана «група Алессандріні») і більша частина спорядження, продовольства та обладнання, вітром віднесло на схід. Решта членів екіпажу залишилися на льоду. При катастрофі загинув моторист Помелло, що знаходився в кормовій мотогондолі, у Нобіле було розсічене обличчя, зламані гомілка і зап'ястя, у механіка Чечоні — нога, у Мальмгрена — ліва рука. Хвилин через двадцять на сході показався невеликий стовп диму. Згодом Нобіле висловлював припущення, що він міг бути викликаний згорянням бензину, скинутого у каністрах замість баласту дирижабля, що запалився від удару об лід. За іншою версією «Італія» здійснила посадку, і друга група людей у такий спосіб подавала сигнали. Можливість того, що стовп диму виник, як пізніше заявляв Цаппі, від пожежі на дирижаблі, вважали набагато менш вірогідною: диму від горіння значної кількості бензину, який залишався на борту, і декількох тисяч квадратних метрів прогумованої оболонки повітряного корабля було би набагато більше, а світловий ефект від згоряння 15–16 тисяч кубічних метрів водню навряд чи залишився б непоміченим із відстані 8–10 кілометрів (швидкість вітру становила близько 25 кілометрів на годину). Шістьох людей, яких віднесло на «Італії», так ніколи і не знайшли.

## Виявлення місця катастрофи
Штурман Маріано визначив координати місця катастрофи як 81°14′ пн. ш. 25°25′ сх. д. / 81.233° пн. ш. 25.417° сх. д.. Під час аварії «Італії» на лід випало кілька мішків зі спорядженням і жерстяних контейнерів з їжею. Великою удачею було те, що серед іншого майна випав особливий мішок із засобами навігації та зв'язку, який був заздалегідь підготовлений для дослідницької висадки на лід. У групи були чотиримісний намет, спальний мішок, великий запас їжі (у тому числі 71 кілограм пеммікану і 41 кілограм шоколаду), пістолет із патронами, секстант, три хронометри й резервна короткохвильова радіостанція. Радистові Бьяджі вдалося привести радіостанцію в робочий стан. 29 травня Мальмгрен застрелив білого ведмедя, м'ясо якого було пущено в їжу. Спроби вийти на зв'язок з «Чітта ді Мілано» 27 і 28 травня виявилися невдалими. Як стверджував Нобіле, радисти «Чітта ді Мілано» замість того, щоб намагатися зловити сигнал передавача експедиції, займалися відправкою особистих телеграм. Водночас «Чітта ді Мілано» виходив у море в пошуках табору Нобіле, але без будь-яких даних про місце його знаходження не мав серйозних шансів на успіх. 29 травня радист «Чітта ді Мілано» почув сигнал Бьяджі, але він прийняв його за позивний станції в Могадішо і не став нічого робити. Наприкінці травня — початку червня в Італії, Швеції і Норвегії були споряджені ще декілька експедицій, зокрема за участю двох норвезьких китобійних суден «Хобі» і «Браганца», зафрахтованих італійським урядом. Норвезький уряд був готовий організувати повномасштабну рятувальну експедицію за участю Амундсена і Рісер-Ларсена, але італійський уряд тоді відмовився від допомоги.
30 травня Мальмгрен і штурмани Філіппо Цаппі і Маріано втрьох вийшли з табору, щоб дістатися до Конгсфіорда пішки. На думку Бегоунека, ініціатором цього ризикованого заходу був Цаппі. Нобіле був проти поділу на дві групи, але зрештою дозволив Мальмгрену, Маріано і Цаппі покинути табір. Обговорювалася можливість того, що до них приєднається штурман Вільер та/або Бьяджі з радіостанцією, але в підсумку їх кандидатури були відхилені. Цаппі, Маріано і Мальмгрен взяли з собою великий запас пеммікану і шоколаду.
3 червня радянський радіоаматор, колишній киянин Микола Шмідт, житель села Вознесіння-Вохма (Північно-Двінської губернії), зловив сигнал радіостанції Бьяджі на саморобний приймач (приймач Миколи Шмідта — одноламповий регенератор — на той момент не був навіть закінченою конструкцією, а являв собою розкладений на столі макет із деталей, з'єднаних проводами). Пізніше радіоаматорство Шмідта стало приводом для його розстрілу. 
Того ж дня Шмідт надіслав телеграму в Товариство друзів радіо в Москві. При Тсоавіахімі був створений Комітет допомоги «Італії», який очолив заступник наркома у військових і морських справах СРСР Йосип Уншліхт. 4 червня інформація була передана італійському уряду, 7 червня повідомлення про це було опубліковано в газетах. 8 червня позивні Бьяджі були прийняті на «Чітта ді Мілано» і Бьяджі зміг (після доказу, що це він — він повідомив номер посвідчення особи) передати уточнені координати табору: 80°30' пн. ш. і 28°4' в. д. Зміна координат була пов'язана з дрейфом криги. З цього моменту зв'язок із зовнішнім світом підтримувалася постійно.

## Рятувальні експедиції

### Криголам «Красін»
У СРСР було підготовлено два криголами, які повинні були дійти до табору і взяти на борт усіх, хто там був. 12 червня з Архангельську в бік Шпіцбергена попрямував криголам «Малигін». Його капітаном був дослідник Володимир Візе. 16 червня з Ленінграда вийшов криголам «Красін» під командуванням капітана Карла Еггі і знаменитого полярного дослідника Рудольфа Самойловича, з одним літаком «Юнкерс» ЮГ-1 на борту (екіпаж літака: пілот Борис Чухновський, другий пілот Георгій Страуб, штурман Анатолій Алексєєв, бортмеханіки Олександр Шелагін і Володимир Федотов). «Красін», що до того більше року простоював біля причалу, поспішно готувався до виходу і вантажився, в розрахунку на закінчення ремонтів на ходу і поповнення запасів (зокрема дефіцитного в СРСР високосортного британського вугілля) в іноземних портах. Для перевезення літака на криголамі був спішно споруджений дощатий поміст. Передбачалося, що літак буде розвантажуватися по частинах на лід по тимчасовим дерев'яними містками, наводитися в робочий стан і злітати з підготовлених екіпажем криголама льодових смуг. Самі рятувальники розмістилися на криголамі у великій тісноті — житлові приміщення «Красіна» не були розраховані на перевезення великої кількості людей понад штатну команду.
20 червня «Малигін» виявився затиснутий льодами в Баренцевому морі і вибув з операції.
17 червня над табором пролетіли два літаки, які розміщувалися на «Браганца». Через погану видимість льотчики не помітили намет і вогнище, хоча мешканці табору їх бачили. На наступний день вони повторили спробу, але знову не знайшли табір.

### Амундсен
Руаль Амундсен, який після польоту на «Норвегії» знаходився в конфлікті з Нобіле, з перших днів після повідомлення про катастрофу почав шукати кошти на організацію експедиції. Нарешті, 14 червня міністр французького морського флоту надав у його розпорядження гідролітак «Латам-47» (Latham) з екіпажем із п'яти чоловік — службовців французького флоту. 18 червня він вилетів із Тромсе на Шпіцберген, але до місця призначення не прибув. Останній раз Амундсен вийшов на зв'язок через дві години сорок п'ять хвилин після вильоту, точний час і місце загибелі Амундсена невідомі. 31 серпня в морі був знайдений поплавок від його літака, 7 жовтня був знайдений порожній бензобак.

### Маддалена та Лундборг
20 червня гідролітак Savoia-Marchetti S.55 під управлінням майора Умберто Маддалени доставив на крижину продовольство і медикаменти. Через два дні прилетіли вже два літаки з вантажами. 23 червня шведський льотчик лейтенант Ейнар Лундборг на одномоторному біплані «Фоккер» CV вивіз із крижини на шведську авіабазу Нобіле разом із псом Титиною, а на наступний день Нобіле був доставлений на «Чітта ді Мілано». Передбачалося, що Нобіле, як керівник експедиції, зможе координувати зусилля з порятунку решти, у тому числі групу з трьох осіб, що відкололася. Потім Лундборг розраховував протягом двох днів евакуювати весь табір. Але при другій посадці на крижину літак Лундборга зазнав аварії, перекинувся і став непридатний для польотів; Лундборг сам приєднався до мешканців червоного намету. 6 липня його евакуювали шведські льотчики, які більше не намагалися вивезти когось із табору. У відсутність Нобіле керівником табору був призначений Вільер; спочатку таке рішення прийняв Нобіле, потім його телеграмою підтвердив чиновник із міністерства військово-морського флоту Італії.

### Чухновський
21 червня «Красін» прибув до Бергена, провів там дві доби, після чого вирушив в бік Шпіцбергена. 10 липня екіпаж Чухновського долетів до табору і скинув їжу та одяг. 11 липня Чухновський виявив групу Мальмгрена. За його словами, він бачив трьох чоловік, один з яких лежав на льоду.
Через туман Чухновській не зміг знайти криголам і здійснив вимушену посадку на лід у районі мису Шкоду. Сіли вдало, але в останній момент перед зупинкою літак наскочив на невисокий торос, зламав шасі (літак осів прямо на лижі) і пошкодив два гвинти. Чухновській відправив радіо на «Красін», що відмовляється від допомоги, поки не будуть врятовані італійці. Екіпаж мав із собою деякий запас продовольства (цукор, галети, масло, консерви, шоколад, каву і сушені гриби), якого навряд чи вистачало на два тижні, але їм вдалося вполювати двох оленів на березі. Вони забули взяти з собою сіль, посуд і ложки, тому обходилися консервними банками і морською водою. Спали в кабіні по черзі. Бойовий настрій льотчиків, які опинилися у важких обставинах, підтримували хороші новини про успішне врятування людей, які вони отримували по радіо. На допомогу Чухновському просувалася «Браганца», але вона не змогла б прийняти на борт літак. Криголам зняв льотчиків і літак із крижини 16 липня, вже після того, як на борт були прийняті аеронавти.

## Порятунок
Вранці 12 липня «Красін» дістався до місця, вказаного Чухновським, і забрав на борт Маріано і Цаппі. За словами італійців, приблизно за місяць до того як їх виявили, Мальмгрен не зміг йти від виснаження і попросив, щоб ті залишили його помирати і йшли далі. Таким чином, Чухновській не міг бачити Мальмгрена 11 липня. Імовірно, він прийняв за людину лахміття, з яких були складені слова «Help, food. Mariano, Zappi» (англ. Допоможіть, їжа. Маріано, Цаппі). При цьому, за повідомленням Самойловича та інших очевидців, на Цаппі були теплі речі Мальмгрена і ще комплект або два одягу і взуття, надіті один поверх іншого. На Цаппі було спіднє, куртка, дві товстих теплих сорочки, троє штанів, дві пари вовняних шкарпеток, дві пари шкіряних мокасин. Сам Цаппі був бадьорий, він перебував у пристойному, для таких обставин, фізичному стані. Навпаки, Маріано був напівроздягнений, він мав в'язану сорочку, куртку, спіднє, одні суконні штани, не мав шапки і взуття, на ногах мав тільки вовняні панчохи. Маріано був виснажений, знесилений і обморожений. Він лежав на обривку ковдри і, на думку суднового лікаря, міг померти, не прийди допомога ще 10-12 годин. Такий стан врятованих викликав в екіпажі криголама антипатію до Цаппі через стійке враження, що Цаппі оббирав свого напарника.
Через кілька днів Маріано ампутували обморожену ногу. Все це стало причиною появи версій (які не мають, втім, скільки-небудь істотних доказів) про канібалізм Цаппі: нібито його хороший фізичний стан, особливо в порівнянні з Маріано, пояснювалося тим, що він харчувався м'ясом з тіла Мальмгрена.
Забравши Цаппі і Маріано, «Красін» рушив у бік табору групи Вільер. Зв'язок із нею підтримувався через «Чітта ді Мілано». У 20:45 того ж дня криголам взяв на борт п'ятьох людей, що залишалися на крижині: Вільера, Бегоунека, Трояні, Чечоні і Бьяджі. Нобіле наполягав на пошуках дирижабля із шістьма членами експедиції, що залишалися в оболонці. Однак Самойлович сказав, що не має можливості вести пошуки через брак вугілля і відсутність літаків, а капітан «Чітта ді Мілано» Романья послався на наказ із Риму негайно повернутися в Італію. Усі вцілілі учасники експедиції пересіли на «Чітта ді Мілано». 25 липня судно прибуло в норвезький порт Нарвік, звідки італійці поїздом вирушили на батьківщину.

### Пошуки групи Алессандріні
На прохання родичів Понтремоллі в серпні на «Браганца» була організована експедиція під керівництвом Данні Альбертіні, яка не принесла ніяких результатів. 3 вересня «Браганца» повернулася в Конгсфіорд. Тоді ж похід у пошуках дирижабля здійснив «Красін». 20 вересня він досяг Землі Георга (острів на заході архіпелагу Земля Франца-Йосипа), також нікого не виявивши за час плавання. 22 вересня був отриманий наказ повертатися, 4 жовтня йому була організована урочиста зустріч у Ленінграді.
29 вересня розбився один із двох італійських літаків, що брали участь в операції з порятунку Нобіле, а потім разом із «Браганца» досліджували район у пошуках групи Алессандріні. Пошуки були припинені в середині вересня, 27 числа літак з екіпажем із п'яти чоловік вилетів із Бергена. Недалеко від міста Валенца літак врізався в лінію електропередач і впав у річку, пілот П'єр Луїджі Пенц і ще дві людини загинули.

## Трагедія екіпажу «Італія» в культурі
У жовтні 1928 року на «Совкіно» вийшов документальний фільм про рятувальну операцію екіпажу «Італії», створений на основі матеріалу, знятого кінооператором Йосипом Блувштейном, який під час спасіння екіпажу «Італії» перебував на криголамі «Красін».
В 1969 році історія дирижабля «Італія» лягла в основу спільного радянсько-італійського фільму «Червоний намет», знятого Михайлом Калатозовим. Головні ролі в ньому виконали Пітер Фінч (Нобіле), Шон Коннері (Амундсен), Юрій Візбор (Франтішек Бегоунек), Едуард Марцевич (Мальмгрен) і Клаудія Кардинале (Валерія, єдиний вигаданий персонаж). До прем'єри фільму дожили четверо з безпосередніх учасників експедиції і супутніх подій: Нобіле, Вільер, Бегоунек і Чухновський. Відомо, що Нобіле відвідав прем'єру фільму в Римі.
Герой роману «Жахи льодів і мороку» австрійського письменника Крістофа Рансмайра, який вирушає в арктичну експедицію в район Шпіцбергена, неодноразово згадує «Італію». Мати героя дівчинкою особисто бачила дирижабль, і Нобіле назавжди залишився для неї кумиром.